# تلویزیون عمومی آرژانتین
تلویزیون عمومی آرژانتین (به انگلیسی: Televisión Pública Argentina) یک شبکه تلویزیونی دولتی و شبکه ملی آرژانتین است. پخش برنامه‌های این تلویزیون از سال ۱۹۵۱ شروع شد.